# Welcome Back (singolo)
Welcome Back è un singolo del cantante canadese Ali Gatie, pubblicato il 18 settembre 2020.
Il brano vede la partecipazione della cantante canadese Alessia Cara.

## Video musicale
Il video musicale è stato reso disponibile il 18 settembre 2020, in concomitanza con l'uscita del singolo.

## Tracce
Testi e musiche di Ali Gatie, Alessia Cara, Amy Allen e Blake Slatkin.
1. Welcome Back (feat. Alessia Cara) – 2:52

## Formazione
Musicisti
- Ali Gatie – voce
- Alessia Cara – voce aggiuntiva
- Blake Slatkin – tastiera, programmazione

Produzione
- Blake Slatkin – produzione
- Joe Gallagher – ingegneria del suono
- Chris Gehringer – mastering
- Manny Marroquin – missaggio
- Chris Galland – missaggio
- Jeremie Inhaber – assistenza al missaggio
- Robin Florent – assistenza al missaggio
- Scott Desmarais – assistenza al missaggio

## Classifiche
| Classifica (2020) | Posizione massima |
| ----------------- | ----------------- |
| Canada            | 84                |